# Sloanea larensis
Sloanea larensis är en tvåhjärtbladig växtart som beskrevs av J.A. Steyermark. Sloanea larensis ingår i släktet Sloanea och familjen Elaeocarpaceae. Inga underarter finns listade i Catalogue of Life.